# Dohori
Dohori – rodzaj tradycyjnej pieśni nepalskiej charakterystyczny zwłaszcza dla Gurungów.
Dohori jest częściowo improwizowane, śpiewane jest na przemian przez dwie grupy pieśniarzy: młodych mężczyzn i młode kobiet. Ma formę konwersacji, zazwyczaj o tematyce obyczajowej, w czasie której zespoły wymieniają się na bieżąco wymyślanymi dowcipnymi pytania i odpowiedziami. Dohori nie ma określonego końca, ich długość uzależniona jest od bystrości śpiewających. Śpiewanie dohori jest okazją do tańczenia, czasem przy akompaniamencie tradycyjnych instrumentów.
Dohori ma również postać "popularną" znaną szerzej z mediów, znanym wykonawcą jest Ram Prasad Khanal.